# Vanja Marinković
Vanja Marinković (cyr. Вања Маринковић; ur. 9 stycznia 1997 w Belgradzie) – serbski koszykarz, występujący na pozycji rzucającego obrońcy, reprezentant kraju, od 2021 zawodnik klubu Baskonia.

## Osiągnięcia
Stan na 14 stycznia 2024, na podstawie, o ile nie zaznaczono inaczej.

### Drużynowe
- Mistrz Serbii (2014)
- Wicemistrz Serbii (2015, 2016, 2019)
- 3. miejsce w lidze hiszpańskiej (2020)
- 4. miejsce w lidze hiszpańskiej (2021, 2022)
- Zdobywca Pucharu Serbii (2018, 2019)
- Finalista Pucharu Serbii (2016, 2017)

### Reprezentacja
Seniorska
- Wicemistrz świata (2023)
- Uczestnik:
  - mistrzostw Europy (2022 – 9. miejsce)
  - europejskich kwalifikacji do mistrzostw świata (2017 – 11. miejsce, 2021 – 8. miejsce)
- Współlider igrzysk olimpijskich w skutecznosci rzutów wolnych (2024 – 100%)[5]

Młodzieżowe
- Wicemistrz Europy:
  - U–18 (2014)
  - U–16 (2013)
- Brązowy medalista mistrzostw świata U–17 (2014)
- Uczestnik mistrzostw:
  - świata U–19 (2015 – 9. miejsce)
  - Europy U–20 (2016 – 11. miejsce, 2017 – 5. miejsce)